# كأس الأمير 1997–98
أقيمت بطولة كأس الأمير السادسة والثلاثين في موسم 1997/1998، وقد شارك في هذه البطولة جميع الفرق.

## الفرق المشاركة
- نادي السالمية
- نادي الجهراء
- نادي الساحل الكويتي
- نادي الصليبيخات
- نادي النصر الكويتي
- نادي التضامن الكويتي
- نادي القادسية الكويتي
- نادي الفحيحيل
- نادي اليرموك
- نادي الشباب الكويتي
- نادي خيطان
- نادي الكويت
- نادي كاظمة
- نادي العربي الكويتي

## الدور التمهيدي
- نادي السالمية × نادي الجهراء (0:4)
- نادي الساحل الكويتي × نادي الصليبيخات (1:2)
- نادي النصر الكويتي × نادي التضامن الكويتي (4:5) ضربات جزاء ترجيحية.
- نادي القادسية الكويتي × نادي الفحيحيل (1:2)
- نادي اليرموك × نادي الشباب الكويتي (0:1)
- نادي خيطان × نادي الكويت (0:1)

## الدور الربع نهائي
- نادي خيطان × نادي اليرموك (2:3)
- نادي كاظمة × نادي القادسية الكويتي (4:5) ضربات جزاء ترجيحية.
- نادي العربي الكويتي × نادي الساحل الكويتي (1:2)
- نادي السالمية × نادي النصر الكويتي (5:6) ضربات جزاء ترجيحية.

## الدور النصف نهائي
- نادي السالمية × نادي العربي الكويتي (4:1) ضربات جزاء ترجيحية.
- نادي كاظمة × نادي خيطان (5:6) ضربات جزاء ترجيحية.

## مباراة تحديد المركزين الثالث والرابع
- نادي السالمية × نادي خيطان (2:6)

## النهائي
- نادي كاظمة × نادي العربي الكويتي (1:3)

سجل أهداف كاظمة :
- محمد سرور
- أيمن الحسيني
- نهار السعيدي

سجل هدف العربي :
- منصور باشا

## هداف البطولة
- بشار عبد الله (السالمية) 5 أهداف.